# Rezeptor-Tyrosinkinasen
Rezeptor-Tyrosinkinasen (RYKs, früher auch RTKs) sind an die Zellmembran gebundene Rezeptoren, deren intrazelluläre Domäne eine Enzymgruppe, die Tyrosinkinase, trägt, welche die Phosphorylierung von Tyrosin-Resten von Proteinen ermöglicht. Sie sind u. a. am Zellwachstum beteiligt. Die Einteilung der RTKs in drei verschiedene Typen erfolgt in erster Linie anhand der extrazellulären Domänen, d. h. der Bereiche des Rezeptors, die außerhalb der Zelle liegen. Bei allen drei Typen liegt jeweils der N-Terminus an der Außenseite der Zelle, während der C-Terminus im Zellinneren liegt.
Typen der Rezeptor-Tyrosinkinasen:
- EGF-Rezeptor-Typ: Cystein-reiche extrazelluläre Domäne, einkettig.
- Insulinrezeptor-Typ: Je zwei α- und zwei β-Ketten, deren extrazelluläre Teile durch Disulfidbrücken miteinander verknüpft sind.
- NGF-Rezeptor-Typ: Antikörper-ähnliche extrazelluläre Domäne; die (intrazelluläre) Kinasedomäne kann durch Insertionen unterbrochen sein.

Beispiele von Hormonen, die mit Rezeptor-Tyrosinkinasen interagieren, sind das Insulin, der Insulin-ähnliche Wachstumsfaktor I (Insulin-like growth factor, IGF I), der Plättchen-Wachstumsfaktor (Platelet Derived Growth Factor, PDGF), der Epidermale Wachstumsfaktor (Epidermal Growth Factor, EGF) oder der Fibroblasten-Wachstumsfaktor (FGF).

Phosphotyrosin

Tyrosin

ATP als ein möglicher Donator

Phosphat

Es wurden verschiedene Vitamin-K-abhängige Proteine identifiziert, die als Liganden für Rezeptor-Tyrosinkinasen fungieren, so zum Beispiel Protein S oder Gas6.
Siehe auch: Wachstumsfaktor, Kinase